# スコットランド語版ウィキペディア
スコットランド語版ウィキペディア（スコットランドごはんウィキペディア、スコットランド語: Scots Wikipaedia）は、ウィキメディア財団が運営するウィキペディアのスコットランド語版である。2005年6月23日に開設され、2006年2月に1,000記事、2010年11月は5,000記事を達成した。
2020年8月現在、記事数は約58,000記事である。スコットランド語版ウィキペディアは、アングロ語群および英語を元にしたピジン言語・クレオール言語による8つのウィキペディア（他は英語版、シンプル英語版、古英語版、ピトケアン語・ノーフォーク語版、トク・ピシン版、ジャマイカ・クレオール語版、スラナン語版）のうちの1つである。
2020年8月、スコットランド語版ウィキペディアは多くの記事でスコットランド語の質が悪いとして、ソーシャルメディアやニュースメディアから注目を受けた。それ以来、より大きなウィキペディアのコミュニティとスコットランド語話者による見直しが行われている。

## 概要
2008年2月時点で、このサイトには2,200の記事があり、マオリ語版やカシミール語版を抜いていた。『スコットランド・オン・サンデー』紙の文芸編集者は「よく言えば複雑で、悪く言えば絶対的なパロディ」と評し、スコットランド保守党の文化スポークスマンであるテッド・ブロックルバンクは「言語を作るための安っぽい試み」と評した。しかし、『スコットランド語辞典』のディレクターであるクリス・ロビンソン博士は、このサイトをより肯定的に評価し、「このサイトがうまくいっているという事実は、スコットランド語を非難し、それを貶めようとしている人々が誤りであることを示している」と述べた。2014年、ウェブマガジン『スレート』のJane C. Huはこのサイトを「スコットランド訛りの人の転写のような読み方」と表現し、MediaWikiのユーザーがこのプロジェクトが実用的なジョークだと勘違いしてこのサイトの削除を提案したことがあると指摘している。
2020年、Redditの投稿で、このサイトには、あるスコットランド語の知識を十分に持たない1人の投稿者による記事が異常に多く含まれていると指摘され、注目を集めた。少なくとも2万の記事は、スコットランド語に堪能ではないアメリカ在住のティーンエイジャーによって作成されたもので、正しいスコットランド語の語彙や文法構造を使わずに書かれていた。それは、英語版の記事をオンラインの英語-スコットランド語辞書を使用しながら翻訳したものと推測されている。アバディーン大学で言語学とスコットランド語の講座を担当するロバート・マッコール・ミラー教授は、影響を受けている記事には「現代スコットランド語とそれ以前の表現の両方についての非常に限られた知識」が見られると述べている。スコットランド語センターのディレクターであるマイケル・デンプスターは、スコットランド語版ウィキペディアの既存のインフラの上に構築する可能性についてウィキメディアに連絡を取り、このサイトへの新たな関心がスコットランド語のための「偉大なオンラインの中心になる可能性」を持っていると述べた。